# Mikłusiany
Mikłusiany (lit. Miklusėnai) − wieś na Litwie, zamieszkana przez 1.021 ludzi, w rejonie olickim, 1 km na północny wschód od Olity.

## Populacja
Wieś ekonomii olickiej w drugiej połowie XVII wieku. 